# Bruno Amaro
Bruno Amaro de Sousa Barros, noto semplicemente come Bruno Amaro (Penafiel, 17 febbraio 1983), è un ex calciatore portoghese, di ruolo centrocampista.

## Caratteristiche tecniche
Giocava come centrocampista centrale.

## Carriera

### Nazionale
Con la Nazionale Under-21 portoghese ha preso parte agli Europei Under-21 2006.